# 藤田勇次郎
藤田 勇次郎（ふじた ゆうじろう、1975年10月10日 - ）は、南海放送 (RNB) のアナウンサー、ラジオプロデューサー、解説委員。
奈良県大和郡山市出身。愛媛県立西条高等学校、関西大学文学部地理史学科卒業。西条高校在学時には野球部に所属していた。甲子園への出場経験もある。
大学を卒業後、1998年に南海放送に入社。

## 担当番組

### テレビ番組
- 特急！なんかいNEWSプラス1 - 「スポーツメガホン」「教えてきょうの晩ご飯」担当[1]
- グッドイブニングシネマ[1]
- なっとくテレビn - 「ヒューマンn」担当[5]
- 勇次郎のちょこっとシネマ[5]
- スポーツ中継 - 実況担当[6]
- ザ・サイクルジョッキー[6]
- ダンロップゴルフ情報[6]
- News Ch.4 - 「N-SPO」担当[7]
- なんかいNEWS・なんかいNEWSファイナル

### ラジオ番組
- 競輪中継[1]
- JOAF!らくさぶろうのモーニングおん! - プロデューサー[6]
- 真さんのいよ!AM-igo - 午後パートのプロデューサー[6]
- 高校野球中継 - プロデューサー[6]
- 夜はモジモジ
- 勇敢！勇次郎！
- おーい！中村さん[7]
- 二宮清純のズバリ！スポーツ[7]
- 愛媛新聞ニュース
- おとくいさま